# Dalea mucronata
Dalea mucronata är en ärtväxtart som beskrevs av Dc.. Dalea mucronata ingår i släktet Dalea, och familjen ärtväxter. Inga underarter finns listade i Catalogue of Life.